# Roses (kommunhuvudort)
Roses är en kommunhuvudort i Spanien.   Den ligger i provinsen Província de Girona och regionen Katalonien, i den östra delen av landet, 600 km öster om huvudstaden Madrid. Roses ligger 11 meter över havet och antalet invånare är 20 197.
Terrängen runt Roses är kuperad åt nordost, men åt sydväst är den platt. Havet är nära Roses söderut. Närmaste större samhälle är Figueres, 17,7 km väster om Roses. 